# Henry Pearce

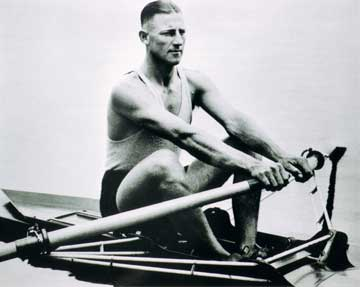
Henry Pearce

Henry Robert („Bobby“) Pearce (* 30. September 1905 in Sydney; † 20. Mai 1976 in Toronto) war ein australischer Ruderer, der in den 1920er- und 1930er-Jahren mit dem Einer erfolgreich war. Er gewann 1928 und 1932 je eine olympische Goldmedaille, wurde dreimal Weltmeister bei den Profis und siegte auch bei der Henley Royal Regatta. Später zog er nach Kanada und nahm die kanadische Staatsbürgerschaft an.

## Biografie
Pearce wurde in eine sportbegeisterte Familie hineingeboren. Sein Urgroßvater war 1850 aus England eingewandert und hatte sich an der Double Bay in Sydney niedergelassen; als Abwechslung zu seinem Beruf als Fischer betrieb er einen Schuppen für Ruderboote. Der Großvater John Pearce sr. war australischer Meister im Einer-Rudern, ebenso Vater John Pearce jr. Eine von Pearces Tanten war Schwimm-Meisterin von New South Wales, sein Onkel Sandy Pearce ein erfolgreicher Rugby-League-Spieler. Bruder Cecil Pearce nahm 1936 im Einer-Rudern an den Olympischen Spielen teil.
Im Alter von sechs Jahren begann Pearce zu rudern. Er beendete die Schule früh, um Zimmermann zu werden und arbeitete später im väterlichen Fischereibetrieb. Ab 1923 diente er in der australischen Armee. Nach dem Gewinn der Armeemeisterschaft im Schwergewichtsboxen wandte er sich 1926 ganz dem Rudern zu. Von 1927 bis 1929 gewann er dreimal in Folge die australischen Meisterschaften im Einer. 1928 wollte er an der Henley Royal Regatta teilnehmen. Die Teilnahme wurde ihm verweigert, da er Zimmermann von Beruf war und bis 1937 nur Ruderer zugelassen waren, die ihr Geld nicht durch körperliche Arbeit verdienten.
An der Eröffnungsfeier der Olympischen Sommerspiele 1928 in Amsterdam war Pearce Fahnenträger der australischen Mannschaft. Die olympischen Rennen in der Einer-Regatta gewann er jeweils mit Leichtigkeit und mit großem Vorsprung, selbst als er im Viertelfinale kurz anhalten musste, um eine Entenfamilie passieren zu lassen. Im Finalrennen gewann er die Goldmedaille mit einem um 25 Sekunden verbesserten olympischen Rekord.
Während der Weltwirtschaftskrise war Pearce arbeitslos. Nur mit der finanziellen Unterstützung von Freunden konnte er an den British Empire Games 1930 im kanadischen Hamilton teilnehmen. Er setzte sich im Einer-Rennen gegen den Engländer Jack Beresford durch und erweckte die Aufmerksamkeit des Whiskyfabrikanten Lord Dewar, der ihm eine Stelle als Verkäufer anbot. Dies ermöglichte es ihm, 1931 an der Henley Royal Regatta teilzunehmen und gewann das Rennen mit einer halben Bootslänge Vorsprung.
Bei den Olympischen Sommerspielen 1932 in Los Angeles gewann Pearce mit knapp einer Sekunde Vorsprung zum zweiten Mal die Goldmedaille, das restliche Feld lag fast eine halbe Minute zurück. Obwohl er mittlerweile in Kanada lebte, musste er gemäß den Regeln des IOC weiterhin für Australien an den Start gehen. Ein Jahr später wurde er professioneller Ruderer, was ihn von weiteren Teilnahmen ausschloss. Er gewann die Profi-Weltmeisterschaft 1933 in Toronto und wiederholte diesen Erfolg 1934 in London. Kurz nach dem Tod seiner Ehefrau gewann er 1938 in Toronto ein drittes Mal, trat daraufhin zurück und erhielt als Kanadas Sportler des Jahres die Lou Marsh Trophy.
Von 1939 bis 1940 war Pearce als Profiringer aktiv und trat dann freiwillig in die Reservetruppen der Royal Canadian Navy ein. Er wurde zum Leutnant befördert und war für die Ausbildung von neuen Soldaten zuständig, für die Navy machte er auch Öffentlichkeitsarbeit. Er stieg bis zum Rang eines Lieutenant Commander auf und kehrte 1956 ins Zivilleben zurück. Pearce arbeitete wieder als Verkäufer und wurde 1970 kanadischer Staatsbürger.